# Agios Theodoros (Bezirk Limassol)
Agios Theodoros (griechisch Αγίος Θεοδώρος) ist eine Gemeinde im Bezirk Limassol in Zypern. Bei der Volkszählung im Jahr 2021 hatte sie 63 Einwohner.

## Lage und Umgebung

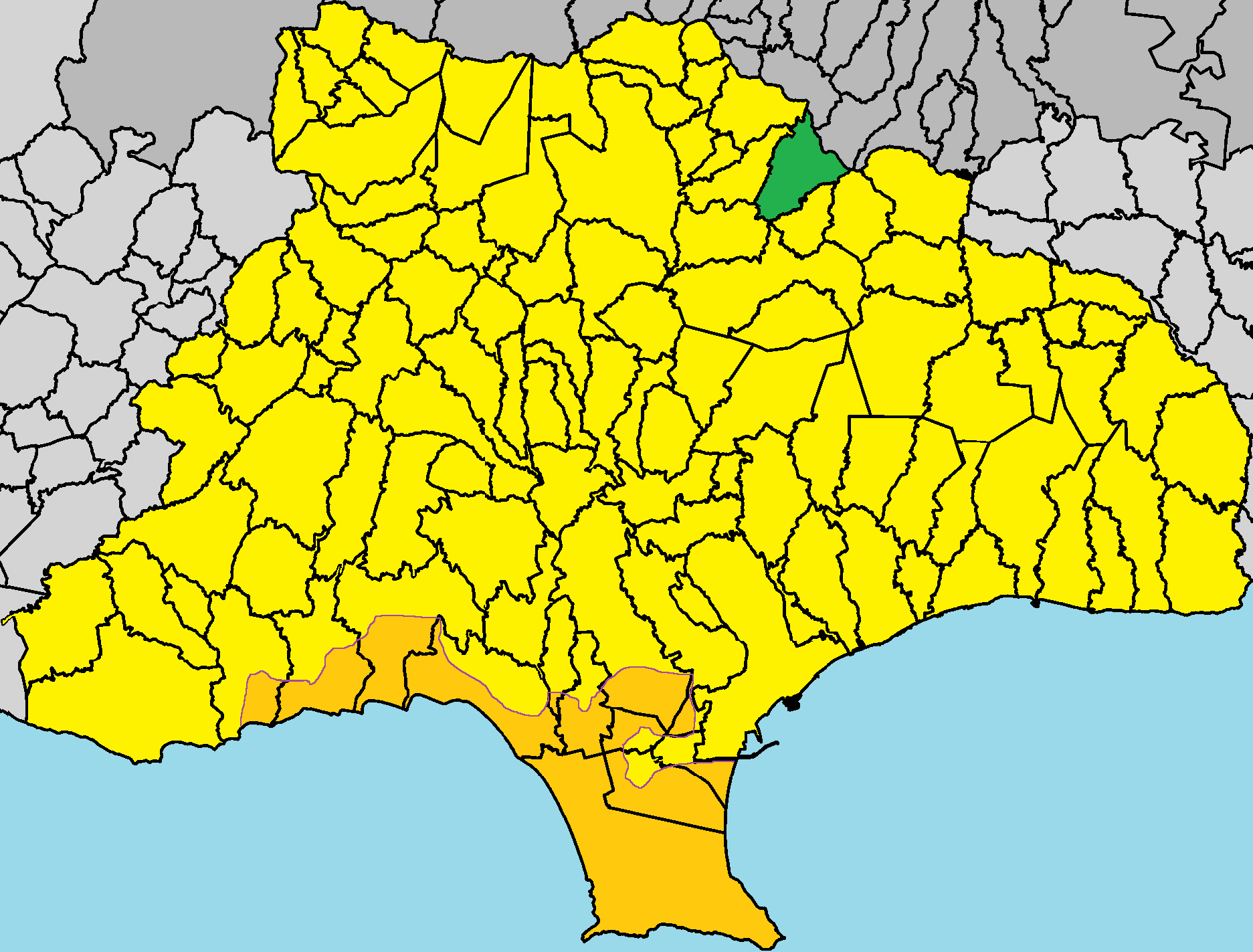
Lage im Bezirk Limassol

Agios Theodoros liegt in der Mitte der Insel Zypern auf circa 970 Metern Höhe, etwa 40 km südwestlich der Hauptstadt Nikosia, 21 km nördlich von Limassol und 51 km westlich von Larnaka.
Der Ort befindet sich etwa 22 km vom Mittelmeer entfernt im Inselinneren im Troodos-Gebirge. Er liegt im Norden des Bezirks Limassol, nördlich schließt sich der Bezirk Nikosia an. Das Dorf ist über teils kurvenreiche Straßen von Westen, Norden und Süden zu erreichen.
Orte in der Umgebung sind Alona im Bezirk Nikosia im Norden, die Zwillingsdörfer Palechori Morphou und Palechori Orinis ebenfalls im Bezirk Nikosia im Nordosten, Agios Konstantinos und Agios Pavlos im Südosten, Kalo Chorio und Zoopigi im Süden, Agios Ioannis als nächster Nachbar im Westen sowie das vergleichsweise größere Dorf Agros im Nordwesten.

## Bevölkerungsentwicklung
Die folgende Tabelle zeigt die Bevölkerung des Dorfes, wie sie in den in Zypern durchgeführten Volkszählungen erfasst wurde.
| Jahr      | 1881 | 1891 | 1901 | 1911 | 1921 | 1931 | 1946 | 1960 | 1976 | 1982 | 1992 | 2001 | 2011 | 2021 |
| Einwohner | 261  | 315  | 371  | 416  | 471  | 560  | 693  | 604  | 395  | 211  | 138  | 106  | 65   | 63   |